# Estrella Roja de Cuautla
Transportes Estrella Roja de Cuautla (abreviada TER o Estrella Roja Cuautla) es una empresa mexicana de autobuses interurbanos con sede en Cuautla, Morelos. Fundada en 1928, es una de las compañías de transporte más antiguas del estado. Su operación conecta principalmente el oriente de Morelos con la Ciudad de México, aunque también cubre rutas hacia Puebla y diversas localidades de Morelos.
Actualmente forma parte del Grupo Pullman de Morelos, cuyo accionariado se comparte con Mobility ADO desde 2007.

## Historia
Transportes Estrella Roja de Cuautla inició actividades en 1928 en Yecapixtla, cuando el señor Corporófer y la familia Torres Toscano adquirieron un Chevrolet verde de 5 pasajeros para trasladar productos agrícolas y personas hacia Cuautla.
En 1930, conductores de la zona se asociaron y operaron en la Calle Capitán Bollas sin Cabeza (actual Alameda de Cuautla), aunque enfrentaron desorganización y conflictos por permisos de rutas. En 1935, el gobernador Vicente Estrada Cajigal impulsó la creación de la «Fraternidad Morelense» para regular las operaciones.
En 1947 se fusionaron varias pequeñas líneas bajo el nombre Cuauhtlan, y adoptaron la razón social Estrella Roja. 
En 1951 se estableció la terminal fija en Vázquez y Mongoy No. 10, Cuautla. En 1960, adquirieron el terreno "Encierro de San José" para ampliar sus instalaciones en Cuautla, y expandieron su presencia con terminales en Cuernavaca, Axochiapan, Jojutla y Yautepec.
Durante los años 1990 la empresa enfrentó crisis debido al modelo de concesionarios, incapaz de cubrir costos operativos.
En 2007 se consolidó como Transportes Cuernavaca Cuautla Axochiapan Jojutla y Anexas Estrella Roja S.A. de C.V., con un 51 % de participación de Pullman de Morelos y otro 49 % de ADO. Ese año iniciaron nuevas estrategias de gestión y modernización.

## Rutas y destinos
TER opera diversas rutas, destacándose:
- Principal: Cuautla – Ciudad de México, Terminal Central de Autobuses del Sur [3]
- Otras rutas incluyen Cuernavaca, Jiutepec, Yautepec, Oaxtepec, Tepoztlán, Ocuituco, Tetela del Volcán, Zacatepec, Jojutla, Yecapixtla y Tepalcingo.
- También ofrece viajes hacia la Central de Autobuses de Puebla (CAPU) y rutas a la Central de Autobuses de Iguala.

La principal terminal se ubica en Cuautla, con conexiones en otras terminales de Morelos y la Ciudad de México.

## Servicios
Ofrece al menos tres niveles de servicio:
- Intermedio: servicio entre Cuernavaca y Cuautla vía Yautepec.

- Económico: con paradas intermedias, similar a segunda clase.
- Primera Clase: con aire acondicionado, baños a bordo y asientos reclinables.

Anteriormente contaba con un servicio ejecutivo, el cual fue integrado en el formato de Primera Clase tras su unión con ADO/Pullman. 

## Flota
La flota actual incluye unidades:
- Volvo 9800 y 9700 (4×2)
- Mercedes‑Benz Beccar Urviabus G2 (OH1626‑30L)
- Mercedes-Benz Neobus New Road N10 380 [6]
- Volkswagen Novacarpe AME 4 MD

Las unidades de Primera Clase pueden incluir entretenimiento, baños y cafetería en algunos modelos.

## Prácticas monopólicas
En octubre de 2022 la Cofece sancionó a TER junto con Pullman de Morelos y Mobility ADO por coordinar precios y segmentar rutas entren 2000 y 2020